# Siluan Kravțov
Siluan Kravțov (în rusă Силуян Кравцов; n. 7/19 iulie 1870, Tiraspol, Imperiul Rus – d. 5 ianuarie 1941, Brăila, România), pe numele real Stefan Kravțov (în rusă Стефан Киприянович Кравцов) a fost un cleric ortodox lipovean din România, care a îndeplinit funcția de arhiepiscop de Fântâna Albă și mitropolit al tuturor tuturor creștinilor de rit vechi⁠(d) din lume în perioada 1939–1941, fiind cel care a mutat reședința Mitropoliei de la Fântâna Albă la Brăila, în urma ocupației sovietice a Basarabiei.

## Biografie
Stefan Kravțov s-a născut în 1870 în Tiraspol, în familia unui diacon al unei biserici ortodoxe de rit vechi. A fost învățat de tatăl său să citească la o vârstă fragedă și a fost trimis să studieze pictura. 
În 1900 a devenit preot la o biserică de rit vechi din Odesa și s-a implicat în pictarea de icoane. În 1920, după ce bolșevicii au preluat puterea în Odesa, a fost arestat. În 1931 a emigrat, împreună cu soția și cei 6 copii, în România și a slujit la Biserica „Sf. Nicolae ”din Chișinău. 
Recitatorul Fiodor Melnikov îl descria pe Kravțov ca „un om blând, erudit, altruist, devotat lui Dumnezeu, respectat și iubit de enoriași”. 
În 1935, la Vâlcov, a fost ridicat la rangul de episcop al Ismailului, cu numele de Siluan, fiind confirmat de autoritățile române în 1936. După decesul mitropolitului Pafnutie Fedoseev, în 1939, Siluan a fost ales mitropolit al credincioșilor ortodocși de rit vechi din întreaga lume. El s-a îmbolnăvit însă și nu și-a putut exercita prea mult funcția. 
În iunie 1940, după Ocupația sovietică a Basarabiei și Bucovinei de Nord, Siluan, alături de alți prelați și enoriași, s-a refugiat în România. La 22 iunie 1940, Biserica „Acoperământul Maicii Domnului” din Brăila a devenit reședința Mitropoliei Credincioșilor de Rit Vechi. La o întâlnire a episcopilor de la Mănăstirea Vovidenia, prezidată de Mitropolitul Siluan, s-a hotărât că „deși Mitropolia a fost ocupată de Rusia Sovietică, mitropolitul Siluan rămâne cu titlul de arhiepiscop de Fântâna Albă, iar urmașii săi vor purta, de asemenea, această titulatură, chiar dacă Fântâna Albă rămâne sub jugul sovietelor”.
Boala mitropolitului Siluan a continuat însă să se agraveze. După ce a primit maslul, el a decedat pe 5 ianuarie 1941, în ajunul Bobotezei. A fost înmormântat în cimitirul de rit vechi din Brăila, fiind succedat de Inochentie Usov. 